# Georg Böhm (skladatel)
Georg Böhm (2. září 1661 Hohenkirchen – 18. května 1733 Lüneburg) byl německý varhaník a hudební skladatel. Je významný svým vlivem na mladého Johanna Sebastiana Bacha a tím, že vytvořil žánr chorální partity.

## Život
Prvním Böhmovým učitelem byl jeho otec, kantor a varhaník, který zemřel v roce 1675. Dalším učitelem snad byl Johann Heinrich Hildebrand, kantor v Ohrdrufu, který byl žákem Heinricha Bacha a Johanna Christiana Bacha. Po otcově smrti Böhm studoval na latinské škole v Goldbachu a později na gymnáziu ve městě Gotha, kde absolvoval v roce 1684. 28. srpna 1684 nastoupil Böhm na univerzitu v Jeně. O Böhmových univerzitních letech nebo o jeho životě po absolvování studia není mnoho známo. Znovu se v záznamech objevuje až v roce 1693 v Hamburku.
V roce 1698 Böhm nastoupil po Christianu Florovi jako varhaník hlavního kostela sv. Jana (Johanniskirche) v Lüneburgu, kde pak působil až do své smrti. Oženil se a měl pět synů. V letech 1700 až 1702 se setkal s mladým Johannem Sebastianem Bachem a snad ho i učit. Bach přišel do Lüneburgu v roce 1700 a studoval na Michaelisschule, škole spojené s kostelem sv. Michaela (Michaeliskirche). Carl Philip Emmanuel Bach později v roce 1775 napsal Johankovi Nikolausovi Forkelovi, že jeho otec miloval a studoval Böhmovu hudbu a původní verze dopisu před opravou ukazuje, že jeho první myšlenkou bylo říci, že Böhm byl učitel Johanna Sebastiana.
Dne 31. srpna 2006 bylo oznámeno objevení nejstarších známých Bachových rukopisů; jeden z nich (opis Reinckenovy slavné chorální fantazie An Wasserflüssen Babylon) obsahuje přípis „Il Fine â Dom. Georg: Böhme descriptum ao. 1700 Lunaburgi“. Dom. bit může znamenat buď domus (dům) nebo Dominus (mistr), ale v každém případě to dokazuje, že Bach znal Böhma osobně. Šlo zřejmě o přátelství, které trvalo mnoho let, protože v roce 1727 Bach jmenoval Böhma svým zástupcem pro prodej klávesových partit č. 2 a 3 na severu Německa.
Böhm zemřel 18. května 1733 v pokročilém věku 71 let. Jeho syn Jakob Christian, který by zdědil jeho pozici, zemřel mladý. Místo nakonec přešlo na Ludwiga Ernsta Hartmanna, Böhmova zetě.

## Dílo
Böhm je známý především pro své skladby pro varhany a cembalo (především preludia, fugy a partity). Mnoho z jeho děl je napsáno tak, aby je bylo možno hrát na různé nástroje: určitý kus mohl být hrán na varhany, cembalo nebo klavichord v závislosti na situaci, ve které se umělec ocitl. Böhmova hudba je pozoruhodná pro použití stylu stylus phantasticus, založeného na improvizaci.
Böhmův nejdůležitější příspěvek k severoněmecké klávesové hudbě je chorální partita, rozsáhlá kompozice skládající se z několika variací na určitou chorální melodii. Tento žánr vynalezl a napsal několik partit různé délky a na různé melodie. Pozdější skladatelé žánr přejali, nejpozoruhodnější jsou chorální partity Johanna Sebastiana Bacha. Böhmovy chorální partity obsahují složitou figuraci v několika hlasech nad harmonickou strukturou chorálu. Jeho partity obecně mají rustikální charakter a mohou být úspěšně provedeny buď na varhany, nebo na cembalo.